# Cantó de Baiona-Est
El cantó de Baiona-Est, (en euskera Baiona-Ekialdea) és una divisió administrativa francesa, situada al departament dels Pirineus Atlàntics i la regió Nova Aquitània.
El seu Conseller general és Jérôme Aguerre, del PS. Està format per una part de la vila de Baiona.

## Consellers generals
| Data d'elecció                             | Identitat             | Partit  | Qualitat          |
| ------------------------------------------ | --------------------- | ------- | ----------------- |
| 1961                                       | Henri Grenet          | RAD     | alcalde de Baiona |
| 1967                                       | Henri Grenet          | RAD     | alcalde de Baiona |
| 1973                                       | Henri Grenet          | RAD     | alcalde de Baiona |
| 1979                                       | Henri Grenet          | UDF-RAD | alcalde de Baiona |
| 1985                                       | Henri Grenet          | UDF-RAD | alcalde de Baiona |
| 1992                                       | Jean Grenet           | UDF-RAD |                   |
| 1995                                       | Jean-Michel Barnetche | UDF     |                   |
| 1998                                       | Jean-Michel Barnetche | UDF     |                   |
| 1999                                       | Jean-René Etchegaray  | UDF     |                   |
| 2004                                       | Jérôme Aguerre        | PS      |                   |
| No es coneixen les dades anteriors a 1961. |                       |         |                   |